# Al D'Amato
Alfonse Marcello (Al) D'Amato (Brooklyn (New York), 1 augustus 1937) is een Amerikaanse politicus van de Republikeinse Partij. Hij was Senator voor New York van 1981 tot 1999.
- Gemeinsame Normdatei: 1089295510
- International Standard Name Identifier: 0000 0000 2304 8219
- Library of Congress Control Number: n81145524
- Nationale Bibliotheek van Israël: 987012330091605171
- Réseau des bibliothèques de Suisse occidentale: 02-A010171062
- SNAC: w6j97v1b
- Biographical Directory of the United States Congress: D000018
- Virtual International Authority File: 43171707
- WorldCat: E39PBJxCt3TCg6BvH3pjpXQDv3